# 黃點擬花鮨
黃點擬花鮨，為輻鰭魚綱鱸形目鱸亞目鮨科的其中一個種。

## 分布
本魚分布於西太平洋區，從日本至帛琉海域。

## 深度
水深18至63公尺。

## 特徵
本魚體側扁，吻略突，眼中型，體色為粉紅色，體上半部具有黃色的區塊，從背部到尾柄處具有6個鑲白邊的橘紅色斑塊，魚鰭成黃色或粉紅色，背鰭硬棘10枚；背鰭軟條15枚；臀鰭硬棘3枚；臀鰭軟條7枚，體長可達10.2公分。

## 生態
本魚棲息在礁石區，屬肉食性，以浮游動物為食，雄魚具有領域性，為一夫多妻制，若族群中雄魚死亡，第一順位的雌魚會性轉變為雄魚。

## 經濟利用
可做為觀賞魚。